# Wiatrak holenderski w Tczewie
Wiatrak holenderski w Tczewie – wiatrak holenderski z XIX wieku w Tczewie.

## Historia
Wiatrak pochodzi z XIX wieku. Przewodniki podają jako datę budowy 1806 rok, ale fakt ten nie został potwierdzony w dokumentach. Został zrekonstruowany w 1950 roku. W 1983 roku został sprzedany razem z przylegającym budynkiem Teodozji i Janowi Trojakom, którzy przeprowadzili remont obu budynków. W 2016 roku spadkobiercy nieżyjących właścicieli zaproponowali władzom miasta Tczewa odkupienie wiatraka za milion złotych. Wiatrak został  18 stycznia 1960 roku wpisany do rejestru zabytków pod numerem 143.

## Opis
Drewniany wiatrak o konstrukcji szkieletowej został zbudowany na rzucie ośmioboku. Został oszalowany deskami. Posiada piwnicę. Na obrotowej głowicy umieszczono rzadko spotkane pięć skrzydeł. 